# 董泽

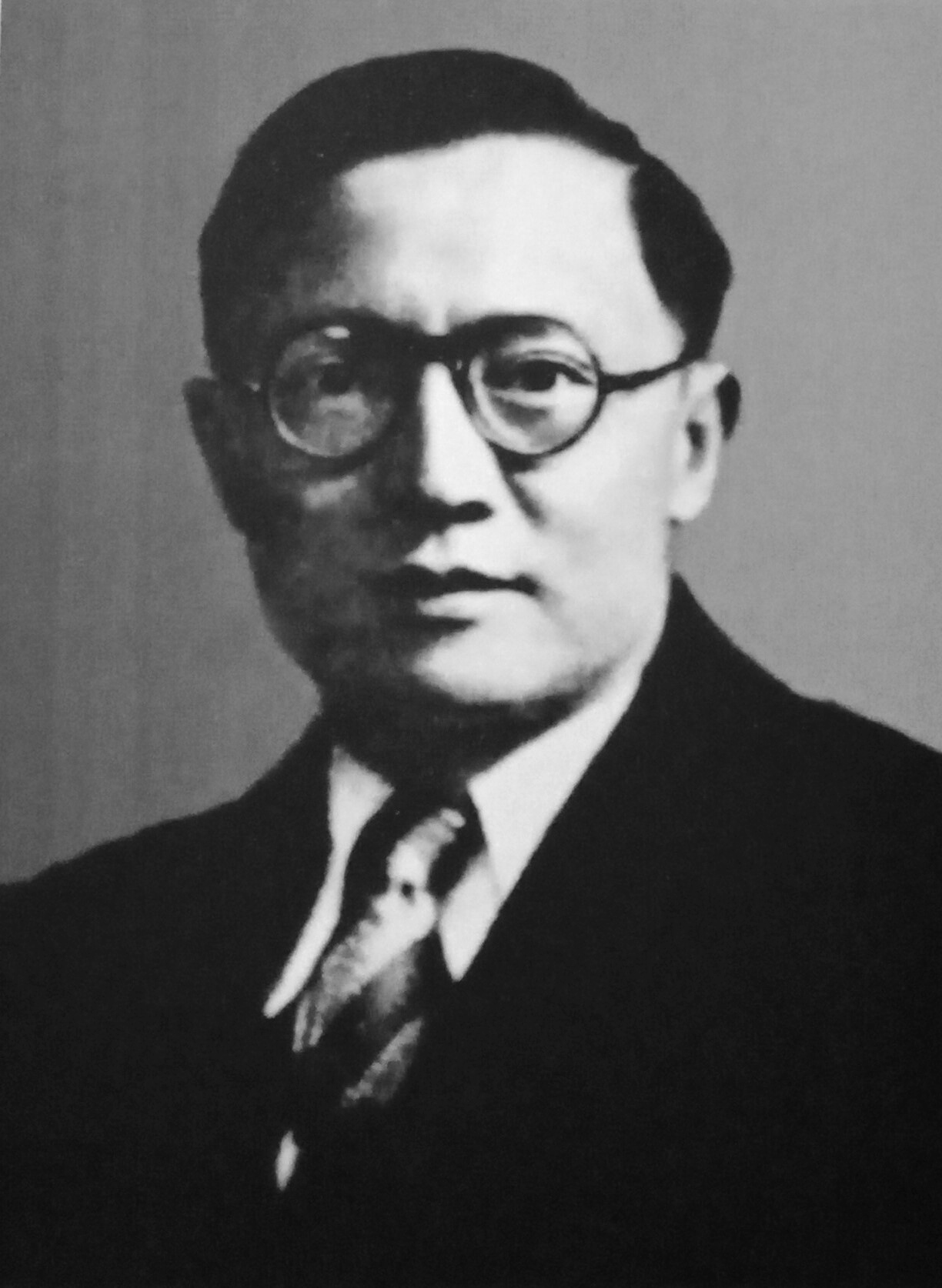
董泽

董泽（1888年—1972年），字雨仓，云南云龙人，白族。中華民國大陸時期及中华人民共和国政治、教育人物。
民國三十六年（1947年），在原籍雲南省雲龍縣當選為第一屆國民大會雲南省代表。

## 生平
1907年，董泽进入云南贡院的甲种农业学校。1908年，考取留日公费生，入东京同文书院。期间，加入中国同盟会。1911年回国，投入辛亥革命，参与进攻南京总督府之役。回到云南后，任职云南军都督府秘书。军都督蔡锷保送董泽赴美留学。1912年，董泽考入哥伦比亚大学攻读政治、经济及教育各科。1915年，回云南参加护国运动，任护国军都督府秘书兼驻香港联络总办。护国战争胜利后，1917年赴美。1920年，取得哥伦比亚大学硕士学位，回国。
1922年7月，董泽正式任东陆大学（云南大学前身）筹备处处长，后兼任教育司(厅)长职。12月8日，云南省长公署批准成立东陆大学。董泽当选首任校长，任职八年。任校长期间，广聘欧美、日本及社会知名人士参与办学和任教，他倡导民主办学，注重学术研究，提倡因材施教，反对读死书。
1923起，董泽任云南教育司、交通司司长。1925年，董泽被法兰西科学院授予院士称号。1933年起至1945年，董泽任云南省政府顾问、国家财政贸易委员会驻滇办主任。1948年，地方选举其为国大代表。1949年初，董泽在家乡云龙县兴办私立中等农业专科学校。
1949年底，中华人民共和国接管云南后，董泽任云南省人民代表，云南文教委员会委员，云南省政协委员、常委，云南省人民政府参事等职。